# Distretto di Pak Kret
Il distretto di Pak Kret (in thailandese: ปากเกร็ด) è un distretto (amphoe) della Thailandia situato nella provincia di Nonthaburi.